# N'oublie pas que tu vas mourir (album)
N'oublie pas que tu vas mourir je soundtrackové album velšského hudebníka a hudebního skladatele Johna Calea. Album vyšlo v roce 1995 pod hlavičkou belgického nezávislého hudebního vydavatelství Les Disques du Crépuscule. Album spolu s Calem produkoval Jean-Michel Reusser, který s ním spolupracoval i na několika dalších soundtracích. Některé skladby byly nahrány smyčcovým kvartetem a některé nahrál sám Cale pouze na klavír. Jde o soundtrack k francouzskému dramatickému filmu Nezapomeň, že zemřeš režiséra Xaviera Beauvoise.

## Seznam skladeb
Autorem všech skladeb je John Cale.
| The Pianos Part I | The Pianos Part I          | The Pianos Part I |
| Pořadí            | Název                      | Délka             |
| ----------------- | -------------------------- | ----------------- |
| 1.                | Welcome to Europe          | 3:49              |
| 2.                | Everybody's Cold Sometimes | 3:54              |
| 3.                | A Snake in China?          | 2:13              |
| 4.                | First Train to Heaven      | 2:12              |
| 5.                | Martyrs and Madmen         | 4:21              |
| 6.                | Take a Deep Breath         | 0:48              |

| The String Quartets | The String Quartets              | The String Quartets |
| Pořadí              | Název                            | Délka               |
| ------------------- | -------------------------------- | ------------------- |
| 7.                  | Never Seen Anything So Beautiful | 1:25                |
| 8.                  | Angels in the Cloud              | 2:04                |
| 9.                  | Madonna's Blues                  | 1:48                |
| 10.                 | Sunflowers Fields                | 1:53                |
| 11.                 | Al Dente                         | 1:27                |
| 12.                 | Hadrian Was Here                 | 1:29                |
| 13.                 | Kiss My Once More My Love        | 1:34                |
| 14.                 | Alive at Dawn                    | 2:02                |

| The Pianos Part II | The Pianos Part II    | The Pianos Part II |
| Pořadí             | Název                 | Délka              |
| ------------------ | --------------------- | ------------------ |
| 15.                | Skin in the Mirror    | 3:58               |
| 16.                | Who Said Love's Safe? | 6:51               |
| 17.                | 100% Pure             | 1:40               |
| 18.                | Do Not Forget         | 1:40               |
| 19.                | Last Train to Bosnia  | 1:31               |
| 20.                | Gold and Crimson      | 3:50               |
| 21.                | So Far So Good        | 2:06               |
| Celková délka:     | Celková délka:        | 52:35              |

## Obsazení
Hudebníci
- John Cale – klavír
- Marie-Jeanne Lechaux – housle
- Charlie Ralite – housle
- Véronique Tat – violoncello
- Frédéric Robin – viola

Technická podpora
- John Cale – produkce
- Jean-Michel Reusser – produkce
- Daniel Deshays – nahrávací technik
- Martin Brass – pre-mastering
- Bob Ludwig – mastering